# ティク・ナット・ハン
ティク・ナット・ハン（ティック・ニャット・ハイン、ベトナム語：Thích Nhất Hạnh / 釈一行  発音、1926年（保大元年）10月11日 - 2022年1月22日）は、ベトナム出身の禅僧、平和・人権運動家、学者、詩人。
ダライ・ラマ14世と並んで、20世紀から平和活動に従事する代表的な仏教者であり、行動する仏教または社会参画仏教（Engaged Buddhism）の命名者でもある。アメリカとフランスを中心に、仏教及びマインドフルネスの普及活動を行なっている。

## 略歴
1926年、ベトナム中部のフエに生まれる。1942年に同地の慈孝寺（チュア・トゥーヒエウ）にて出家し禅僧となる。
1950年に禅の道場を創設。ベトナムで初めて、僧の授業に外国語や西洋の科学、哲学の学習を導入する。
ベトナム戦争中は、僧院の中で修行を続けるべきか、あるいは僧院を出て爆撃に苦しむ人のために行動すべきか考えた末、戦禍をくぐりながらその両方を行うことを決意し、いわゆる「行動する仏教」の指導者として、被災者や難民の救済を行う。1964年以降、病院や社会福祉青年学校、万行大学（ヴァンハイン仏教大学）、接現同修（ティエップヒエン教団）などを設立し、孤児たちの社会的支援や、死体の回収などを行なった。
1966年に渡米してベトナム戦争終結の和平提案を行う。詩や著作を通してアメリカ社会に禅を根付かせるのに貢献した。その思想は、キング牧師に深い影響を与えた。キング牧師の推薦により、1967年度のノーベル平和賞の候補となる。1973年のパリ平和会議ではベトナム仏教徒主席代表を務めた。この後、ベトナム政府から帰国を拒否される。1982年に南フランスにプラムヴィレッジ・瞑想センター(Plum Village Mindfulness Practice Center)を設立。社会的活動を継続するとともに、その教えにひかれて集まる多くの人々への瞑想指導を始める。彼の精神的指導のもと、プラム・ヴィレッジは小規模な地方の農場から、西洋で最も大きく活動的な仏教僧院へと成長した。
1995年4月に来日し、約20日間、日本各地でリトリート、瞑想会、講演会を行う。
2003年、2011年には、アメリカの連邦議会にて瞑想を指導。2006年にはパリのユネスコ本部で、暴力、戦争、地球温暖化の悪循環を解消するための具体的手段を要請する演説を行う。2007年、ハノイにてユネスコ主催の国際ウェーサカ祭に基調講演者として招かれる。2008年10月、インド国会にて開会の辞を述べる。2009年、メルボルンの万国宗教会議で講演。2011年、カリフォルニアのGoogle本社で1日マインドフルネスによるリトリートの指導を行う。2012年、ウェストミンスターの英国議会及びストーモントの北アイルランド議会に招かれ、慈悲と非暴力のメッセージを伝えた。
2014年11月、フランスにて重篤な脳出血で倒れ昏睡状態に陥るが、翌年初めには少しずつ意識を取り戻す。言語に障害が残るも奇跡的な回復を見せ、2015年4月にはプラムヴィレッジに帰還。2018年にベトナムに帰国した。
2022年1月22日、ベトナムの自坊で遷化、世寿96歳、法臘80歳。

## 著作
- 『ビーイング・ピース―一枚の紙に雲を見る』壮神社、1993年2月, ISBN 4915906051[6]
  - 『仏の教え ビーイング・ピース―ほほえみが人を生かす』中央公論新社（中公文庫）、1999年11月, ISBN 978-4122035249
- 『ティク・ナット・ハンの般若心経』壮神社、1995年3月, ISBN 4915906191
  - 『ティク・ナット・ハンの般若心経』新泉社、2018年4月, ISBN 978-4787718815
- 『ウォーキング・メディテーション―歩く瞑想の本』溪声社、1995年5月, ISBN 4795275297
- 『ラブ イン アクション―非暴力による社会変革』溪声社、1995年5月, ISBN 4795275289
- 『マインドフルの奇跡―今ここにほほえむ (からだの冒険こころの冒険)』壮神社、1995年5月, ISBN 4915906205[7]
- 『微笑みを生きる―“気づき”の瞑想と実践』春秋社、1995年5月, ISBN 4393332059、2002年2月, ISBN 4393332164、2011年5月, ISBN 978-4393333082[8]
- 『生けるブッダ、生けるキリスト』春秋社、1996年11月, ISBN 978-4393332061[9]
  - 『生けるブッダ、生けるキリスト 〈新版〉』春秋社、2017年6月, ISBN 978-4393333594
- 『禅への鍵』藤田一照訳、春秋社、2001年、2011年4月, ISBN 978-4393333075[10]
- 『あなたに平和が訪れる禅的生活のすすめ―心が安らかになる「気づき」の呼吸法・歩行法・瞑想法』アスペクト、2005年2月, ISBN 978-4757211179
- 『禅への道―香しき椰子の葉よ』春秋社、2005年9月, ISBN 978-4393332269
- 『Present Moment,Wonderful Moment―この瞬間がすべての幸福』サンガ、2007年12月, ISBN 978-4901679602
  - 『今このとき、すばらしいこのとき Present Moment Wonderful Moment』サンガ、2017年5月, ISBN 978-4865640830
- 『ティク・ナット・ハンの抱擁』現文メディア／理論社、2008年6月, ISBN 978-4652069028
- 『小説ブッダ―いにしえの道、白い雲』春秋社、2008年12月, ISBN 978-4393332795
- 『あなたに幸福が訪れる禅的生活のこころ―澄んだ思考と穏やかな心から生まれる「真の力」の使い方』アスペクト、2009年2月, ISBN 978-4757216242
- 『死もなく、怖れもなく―生きる智慧としての仏教』春秋社、2011年3月, ISBN 978-4393333051
- 『法華経の省察―行動の扉をひらく』藤田一照訳、春秋社、2011年4月, ISBN 978-4393333099
- 『怒り 心の炎の静め方』サンガ、2011年4月, ISBN 978-4904507780
- 『蓮華の瞑想―こころとからだのヒーリング・レッスン』法藏館、2011年5月, ISBN 978-4831864239
- 『ブッダの〈気づき〉の瞑想』新泉社、2011年5月, ISBN 978-4787711861
- 『味わう生き方』リリアン・チェンとの共著、木楽舎、2011年5月, ISBN 978-4863240360[11]
  - 『私と世界を幸福で満たす食べ方・生き方 (仏教とハーバード大学が勧めるマインドフルネス)』リリアン・チェンとの共著、サンガ、2018年8月, ISBN 978-4865641288
- 『ブッダの〈呼吸〉の瞑想』新泉社、2012年10月, ISBN 978-4787712820
- 『ブッダの幸せの瞑想』サンガ、2013年8月, ISBN 978-4-905425-44-1
  - 『ブッダの幸せの瞑想【第二版】』サンガ、2015年2月, ISBN 978-4865640120
- 『リトリート ブッダの瞑想の実践』新泉社、2014年4月, ISBN 978-4787714817
- 『〈気づき〉の奇跡: 暮らしのなかの瞑想入門』春秋社、2014年6月, ISBN 978-4393333259
- 『ブッダ「愛」の瞑想』角川学芸出版、2014年10月, ISBN 978-4046533258
- 『大地に触れる瞑想―マインドフルネスを生きるための46のメソッド』新泉社、2015年4月, ISBN 978-4787715814
- 『ブッダが教える「生きる力」の育て方 子どもとできるマインドフルネス瞑想』角川学芸出版、2015年10月, ISBN 978-4046213327
- 『怖れ 心の嵐を乗り越える深い智慧』サンガ、2015年11月, ISBN 978-4865640335
- 『ブッダの〈今を生きる〉瞑想』新泉社、2016年3月, ISBN 978-4787716811
- 『和解 インナーチャイルドを癒す』サンガ、2016年5月, ISBN 978-4865640502
- 『イエスとブッダ:いのちに帰る』春秋社、2016年11月, ISBN 978-4393333501
- 『愛する:ティク・ナット・ハンの本物の愛を育むレッスン』河出書房新社、2017年5月, ISBN 978-4309248035
- 『沈黙』春秋社、2021年4月, ISBN 	978-4393333839